# Modul programtervezési minta
A szoftverfejlesztésben a modul minta egy olyan programtervezési minta, amit a moduláris programozásban definiált szoftver modulok létrehozására használnak egy olyan programozási nyelven, ami nem rendelkezik teljes (beépített) támogatással a modul koncepció megvalósítására.
A minta több különböző módon is implementálható, a konkrét programozási nyelvtől függően, mint például az egyke minta, az objektumorientált nyelvek osztályaiban a statikus tagok vagy a procedurális nyelvek globális függvényei. A Python nyelvben a modul minta egy beépített tulajdonság, minden .py kiterjesztésű fájl automatikusan egy-egy modul is.

## Definíció és struktúra
A modul programtervezési minta a moduláris programozás paradigmája szerint definiált modul fogalmának megfelelő tulajdonságokat és szintaktikai struktúrát valósítja meg olyan programozási nyelveknél, amik nem rendelkeznek teljes (beépített) támogatással a modul koncepció megvalósítására.

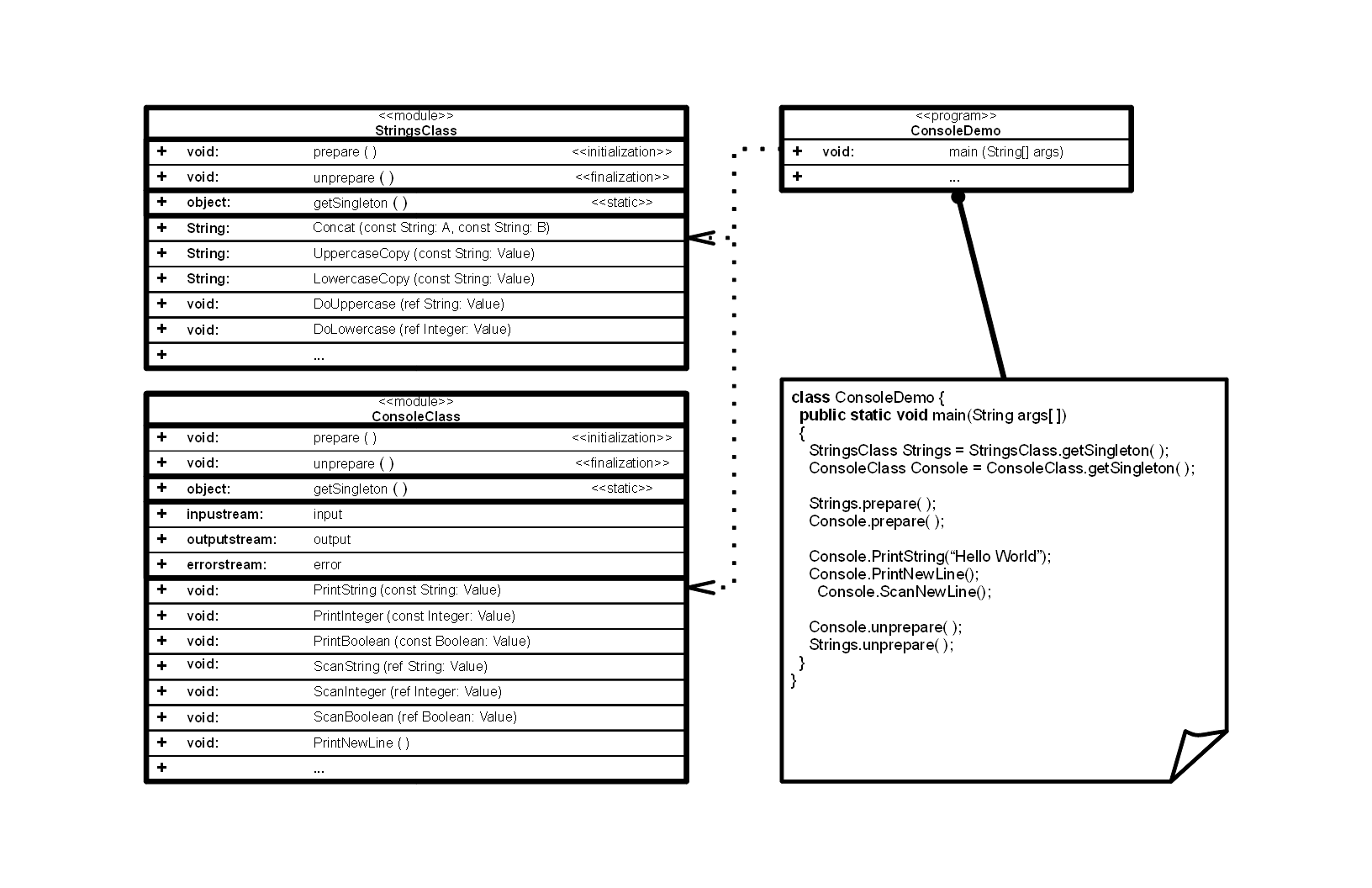
Egy objektum modul minta UML ábrája.

## Koncepció
A szoftverfejlesztésben, a forráskód komponensekbe szervezhető, amik egy adott funkcionalitást valósítanak meg, vagy tartalmaznak mindent ami egy adott (bővebb) feladat elvégzéséhez szükséges. A moduláris programozás ezen megközelítések egyike, ahol a modul egy ilyen forráskód komponensként fogható fel.
Sok elterjedt programozási nyelven, a „modul“ koncepciója nem teljes körűen támogatott beépített konstrukcióként.

## Tulajdonságok
Ahhoz, hogy azt mondhassuk, hogy egy egyke osztály vagy bármilyen összetartozó kód-csoport implementálja ezt a mintát, a következő tulajdonságokkal kell rendelkeznie:
- A kód egy részének globális vagy publikus elérésűnek kell lennie, és ennek megfelelően külső (globális/publikus) használatra tervezettnek. A további saját (private) vagy védett (protected) kódot a „fő“ (nyilvános) kód hívja (hajtja végre).
- A modulnak kell hogy legyen egy inicializáló metódusa, amely megfeleltethető (hasonlít) egy osztály konstruktor metódusához. Ez a képesség általánosságban nincs meg a névtereknél (namespace).
- A modulnak kell hogy legyen egy lezáró metódusa (finalizer), amely megfeleltethető (hasonlít) egy osztály destruktor metódusához. Ez a képesség sincs meg általában a névtereknél.
- A modul egyes elemei is megkövetelhetnek további inicializációs/lezáró kódokat, amiket a modul inicializáló/lezáró metódusai hajtanak végre.
- A legtöbb modul-elem valamilyen függvény, amelyek modulon kívüli elemeken hajtanak végre műveleteket, amely külső elemek függvény-argumentumként kerülnek átadásra. Az ilyen függvények általában „segédkódok“ (utility), „kódeszközök“ (tool) vagy „könyvtárak“ (library).

## Implementációk
Az egyes programozási nyelvek szintaxisa és a szemantikája befolyásolja a minta implementációját.

### Objektumorientált programozási nyelvek

#### Java
Habár a Java támogatja a névterek (namespace) fogalmát (ami a modul egy egyszerűsített változataként is felfogható), bizonyos esetekben előnyét élvezhetjük annak, ha a modul mintát használjuk, az egyszerű névterek helyett.
A következő példa az egyke mintát használja a modul minta megvalósítására.

##### Modul definíció
```
package
 
consoles
;

import
 
java.io.InputStream
;

import
 
java.io.PrintStream
;

public
 
final
 
class
 
MainModule
 
{

  
private
 
static
 
MainModule
 
singleton
 
=
 
null
;

  
public
 
InputStream
 
input
 
=
 
null
;

  
public
 
PrintStream
 
output
 
=
 
null
;

  
public
 
PrintStream
 
error
 
=
 
null
;

  
public
 
MainModule
()
 
{

    
// Szándékosan nem csinál semmit !!!

  
}

  
// ...

  
public
 
static
 
MainModule
 
getSingleton
()
 
{

    
if
 
(
MainModule
.
singleton
 
==
 
null
)
 
{

       
MainModule
.
singleton
 
=
 
new
 
MainModule
();

    
}

 

    
return
 
MainModule
.
singleton
;

  
}

  
// ...

  
public
 
void
 
prepare
()
 
{

    
//System.out.println("consoles::prepare();");

    
this
.
input
 
=
 
new
 
InputStream
();

    
this
.
output
 
=
 
new
 
PrintStream
();

    
this
.
error
 
=
 
new
 
PrintStream
();

  
}

  

  
public
 
void
 
unprepare
()
 
{

    
this
.
output
 
=
 
null
;

    
this
.
input
 
=
 
null
;

    
this
.
error
 
=
 
null
;

  

    
//System.out.println("consoles::unprepare();");

  
}

  

  
// ...

  

  
public
 
void
 
printNewLine
()
 
{

    
System
.
out
.
println
();

  
}

  
public
 
void
 
printString
(
String
 
value
)
 
{

    
System
.
out
.
print
(
value
);

  
}

  
public
 
void
 
printInteger
(
int
 
value
)
 
{

    
System
.
out
.
print
(
value
);

  
}

  
public
 
void
 
printBoolean
(
boolean
 
value
)
 
{

    
System
.
out
.
print
(
value
);

  
}

  

  
public
 
void
 
scanNewLine
()
 
{

    
// to-do: ...

  
}

  

  
public
 
void
 
scanString
(
String
 
value
)
 
{

    
// to-do: ...

  
}

  
public
 
void
 
scanInteger
(
int
 
value
)
 
{

    
// to-do: ...

  
}

  
public
 
void
 
scanBoolean
(
boolean
 
value
)
 
{

    
// to-do: ...

  
}

  

  
// ...

  

}

```

##### Használat
```
import
 
consoles
;

class
 
ConsoleDemo
 
{

  
public
 
static
 
MainModule
 
console
 
=
 
null
;

  
public
 
static
 
void
 
prepare
()
 
{

    
console
 
=
 
MainModule
.
getSingleton
();

    
console
.
prepare
();

  
}

  
public
 
static
 
void
 
unprepare
()
 
{

    
console
.
unprepare
();

  
}

  
public
 
static
 
void
 
execute
(
String
[]
 
args
)
 
{

    
console
.
printString
(
"Hello World"
);

    
console
.
printNewLine
();

    
console
.
scanNewLine
();

  
}

  
public
 
static
 
void
 
main
(
String
[]
 
args
)
 
{

    
prepare
();

    
execute
(
args
);

    
unprepare
();

  
}

}

```

#### C# (C Sharp .Net)
A C#, csakúgy mint a Java, támogatja a névterek használatát, de adott esetben a modul minta alkalmazása továbbra is hasznos lehet.
A következő példa az egyke mintát használja a modul minta megvalósítására.

##### Modul definíció
```
using
 
System
;

using
 
System.IO
;

using
 
System.Text
;

namespace
 
Consoles
 
{

  
public
 
sealed
 
class
 
MainModule
 
{

    
private
 
static
 
MainModule
 
Singleton
 
=
 
null
;

    
public
 
InputStream
 
input
 
=
 
null
;

    
public
 
OutputStream
 
output
 
=
 
null
;

    
public
 
ErrorStream
 
error
 
=
 
null
;

    
// ...

    
public
 
MainModule
 
()
 
{

      
// Szándékosan nem csinál semmit !!!

    
}

    
// ...

    
public
 
MainModule
 
getSingleton
()
 
{

      
if
 
(
MainModule
.
Singleton
 
==
 
null
)

      
{

         
MainModule
.
Singleton
 
=
 
new
 
MainModule
();

      
}

      
return
 
MainModule
.
Singleton
;

    
}

    
// ...

    
public
 
void
 
prepare
()
 
{

      
//System.WriteLine("console::prepare();");

      
this
.
input
  
=
 
new
 
InputStream
();

      
this
.
output
 
=
 
new
 
OutputStream
();

      
this
.
error
  
=
 
new
 
ErrorStream
();

    
}

    

    
public
 
void
 
unprepare
()
 
{

      
this
.
output
 
=
 
null
;

      
this
.
input
  
=
 
null
;

      
this
.
error
  
=
 
null
;

    

      
//System.WriteLine("console::unprepare();");

    
}

    

    
// ...

  

    
public
 
void
 
printNewLine
()
 
{

      
System
.
Console
.
WriteLine
(
""
);

    
}

  

    
public
 
void
 
printString
(
String
 
Value
)
 
{

      
System
.
Console
.
Write
(
Value
);

    
}

  

    
public
 
void
 
printInteger
(
Integer
 
Value
)
 
{

      
System
.
Console
.
Write
(
Value
);

    
}

  

    
public
 
void
 
printBoolean
(
Boolean
 
Value
)
 
{

      
System
.
Console
.
Write
(
Value
);

    
}

    

    
public
 
void
 
ScanNewLine
()
 
{

      
// to-do: ...

    
}

    

    
public
 
void
 
ScanString
(
String
 
Value
)
 
{

      
// to-do: ...

    
}

  

    
public
 
void
 
ScanInteger
(
Integer
 
Value
)
 
{

      
// to-do: ...

    
}

  

    
public
 
void
 
ScanBoolean
(
Boolean
 
Value
)
 
{

      
// to-do: ...

    
}

    

    
// ...

  

  
}

}

```

##### Használat
```
  
class
 
ConsoleDemo
 
{

    
public
 
static
 
Consoles
.
MainModule
 
Console
 
=
 
null
;

   

    
public
 
static
 
void
 
prepare
()

    
{

      
Console
 
=
 
Consoles
.
MainModule
.
getSingleton
();

   

      
Console
.
prepare
();

    
}

   

    
public
 
static
 
void
 
unprepare
()

    
{

      
Console
.
unprepare
();

    
}

   

    
public
 
static
 
void
 
execute
()

    
{

      
Console
.
PrintString
(
"Hello World"
);

      
Console
.
PrintNewLine
();

      
Console
.
ScanNewLine
();

    
}

   

    
public
 
static
 
void
 
main
()

    
{

      
prepare
();

      
execute
(
args
);

      
unprepare
();

    
}

  
}

```

### Prototípus alapú programozási nyelvek

#### JavaScript
A JavaScript széleskörűen használt a WEB alapú technológiákban. Az objektumokat nem konstruktorok segítségével, hanem a prototípus klónozásával állítja elő.

##### Modul definíció
```
function
 
ConsoleClass
()
 
{

  
var
 
Input
  
=
 
null
;

  
var
 
Output
 
=
 
null
;

  
var
 
Error
  
=
 
null
;

  
// ...

  

  
this
.
prepare
 
=
 
function
()
 
{

    
this
.
Input
  
=
 
new
 
InputStream
();

    
this
.
Output
 
=
 
new
 
OutputStream
();

    
this
.
Error
  
=
 
new
 
ErrorStream
();

  
}

  
this
.
unprepare
 
=
 
function
()
 
{

    
this
.
Input
  
=
 
null
;

    
this
.
Output
 
=
 
null
;

    
this
.
Error
  
=
 
null
;

  
}

  

  
// ...

  

  
var
 
printNewLine
 
=
 
function
()
 
{

    
// code that prints a new line

  
}

  
var
 
printString
 
=
 
function
(
params
)
 
{

    
// code that prints parameters

  
}

  
var
 
printInteger
 
=
 
function
(
params
)
 
{

    
// code that prints parameters

  
}

  
var
 
printBoolean
 
=
 
function
(
params
)
 
{

    
// code that prints parameters

  
}

  
var
 
ScanNewLine
 
=
 
function
()
 
{

    
// code that looks for a newline

  
}

  
var
 
ScanString
 
=
 
function
(
params
)
 
{

    
// code that inputs data into parameters

  
}

  

  
var
 
ScanInteger
 
=
 
function
(
params
)
 
{

    
// code that inputs data into parameters

  
}

  
var
 
ScanBoolean
 
=
 
function
(
params
)
 
{

    
// code that inputs data into parameters

  
}

  

  
// ...

  

}

```

##### Használat
```
function
 
ConsoleDemo
()
 
{

  
var
 
Console
  
=
 
null
;

  
var
 
prepare
 
=
 
function
()
 
{

    
Console
  
=
 
new
 
ConsoleClass
();

    
Console
.
prepare
();

  
}

  

  
var
 
unprepare
 
=
 
function
()
 
{

    
Console
.
unprepare
();
  

  
}

  
var
 
run
 
=
 
function
()
 
{

    
Console
.
printString
(
"Hello World"
);

    
Console
.
printNewLine
();

  
}

  
var
 
main
 
=
 
function
()
 
{

    
this
.
prepare
();

    
this
.
run
();

    
this
.
unprepare
();

  
}
  

}

```

### Procedurális programozási nyelvek
A modul minta, az objektumorientált nyelvek procedurális kiegészítéseként is tekinthető.
Habár a procedurális és moduláris programozási paradigmák gyakran használatosak együtt, vannak esetek, ahol egy procedurális programnyelv nem teljes mértékben támogatja a modulokat, ami miatt a modul minta implementálása szükséges.

#### PHP (procedurálisan)
Az alábbiakban egy a procedurális, névtér használat lehetősége előtti (5.3.0 verziót megelőző) PHP nyelvre alkalmazott példa. Ajánlott, hogy egy modul minden eleme (függvénye), el legyen látva egy a modul-fájl vagy a modul nevéhez kapcsolódó előtaggal, az esetleges azonosító ütközések elkerülése érdekében.

##### Modul definíció
```
<?php

  
// filename: console.php

  
function
 
console_prepare
()
 
{

    
// code that prepares a "console"

  
}

 
  
function
 
console_unprepare
()
 
{

    
// code that unprepares a "console"

  
}

  
// ...

  
  
function
 
console_printNewLine
()
 
{

    
// code that ouputs a new line

  
}

  
  
function
 
console_printString
(
/* String */
 
Value
)
 
{

    
// code that prints parameters

  
}

  
  
function
 
console_printInteger
(
/* Integer */
 
Value
)
 
{

    
// code that prints parameters

  
}

  
  
function
 
console_printBoolean
(
/* Boolean */
 
Value
)
 
{

    
// code that prints parameters

  
}

  
  
function
 
console_scanNewLine
()
 
{

    
// code that looks for a new line

  
}

  
  
function
 
console_scanString
(
/* String */
 
Value
)
 
{

    
// code that stores data into parameters

  
}

  
  
function
 
console_scanInteger
(
/* Integer */
 
Value
)
 
{

    
// code that stores data into parameters

  
}

  
  
function
 
console_scanBoolean
(
/* Boolean */
 
Value
)
 
{

    
// code that stores data into parameters

  
}

?>

```

##### Használat
```
<?php

    
// filename: consoledemo.php

    
require_once
(
"console.php"
);

    
function
 
consoledemo_prepare
()

    
{

      
console_prepare
();

    
}

   
    
function
 
consoledemo_unprepare
()

    
{

      
console_unprepare
();

    
}

   
    
function
 
consoledemo_execute
()

    
{

      
console_printString
(
"Hello World"
);

      
console_printNewLine
();

        
console_scanNewLine
();

    
}

   
    
function
 
consoledemo_main
()

    
{

      
consoledemo_prepare
();

      
consoledemo_execute
();

      
consoledemo_unprepare
();

    
}

?>

```

#### C
Az alábbi példa a procedurális, névterek nélküli C nyelvre vonatkozik. Ajánlott, hogy egy modul minden eleme (függvénye), el legyen látva egy a modul-fájl vagy a modul nevéhez kapcsolódó előtaggal, az esetleges azonosító ütközések elkerülése érdekében.

##### Modul definíció header
```
  
// filename: "consoles.h"

  
#include
 
<stdio.h>

  
#include
 
<string.h>

  
#include
 
<ctype.h>

  

  
void
 
consoles_prepare
();
 

  
void
 
consoles_unprepare
();

  
// ...

  

  
void
 
consoles_printNewLine
();

  

  
void
 
consoles_printString
(
char
*
 
Value
);
  

  
void
 
consoles_printInteger
(
int
 
Value
);
  

  
void
 
consoles_printBoolean
(
bool
 
Value
);

  

  
void
 
consoles_scanNewLine
();
 

  

  
void
 
consoles_scanString
(
char
*
 
Value
);
  

  
void
 
consoles_scanInteger
(
int
*
 
Value
);
  

  
void
 
consoles_scanBoolean
(
bool
*
 
Value
);

```

##### Modul definíció törzs
```
  
// filename: "consoles.c"

  
#include
 
<stdio.h>

  
#include
 
<string.h>

  
#include
 
<ctype.h>

  
#include
 
<consoles.h>

  

  
void
 
consoles_prepare
()
 
{

    
// code that prepares console

  
}

 

  
void
 
consoles_unprepare
()
 
{

    
// code that unprepares console

  
}

  
// ...

  

  
void
 
consoles_printNewLine
()
 
{

    
printf
(
"
\n
"
);

  
}

  

  
void
 
consoles_printString
(
char
*
 
Value
)
 
{

 
printf
(
"%s"
,
 
Value
);

  
}

  

  
void
 
consoles_printInteger
(
int
 
Value
)
 
{

    
printf
(
"%d"
,
 
&
Value
);

  
}

  

  
void
 
consoles_printBoolean
(
bool
 
Value
)
 
{

    
if
 
(
Value
)

 
{

   
printf
(
"true"
);

 
}

 
else

 
{

   
printf
(
"false"
);

 
}

  
}

  

  
void
 
consoles_scanNewLine
()
 
{

    
getch
();

  
}

  

  
void
 
consoles_scanString
(
char
*
 
Value
)
 
{

    
scanf
(
"%s"
,
 
Value
);

  
}

  

  
void
 
consoles_scanInteger
(
int
*
 
Value
)
 
{

    
scanf
(
"%d"
,
 
Value
);

  
}

  

  
void
 
consoles_scanBoolean
(
bool
*
 
Value
)
 
{

    
char
 
temp
[
512
];

    
scanf
(
"%s"
,
 
temp
);

 

 
*
Value
 
=
 
(
strcmp
(
Temp
,
 
"true"
)
 
==
 
0
);

  
}

```

##### Használat
```
  
// filename: "consoledemo.c"

  
#include
 
<stdio.h>

  
#include
 
<string.h>

  
#include
 
<ctype.h>

  
#include
 
<consoles.h>

  
void
 
consoledemo_prepare
()

  
{

    
consoles_prepare
();

  
}

   

  
void
 
consoledemo_unprepare
()

  
{

    
consoles_unprepare
();

  
}

   

  
int
 
consoledemo_execute
()

  
{

    
consoles_printString
(
"Hello World"
);

    
consoles_printNewLine
();

      
consoles_scanNewLine
();

   

  
return
 
0
;

  
}

   

  
int
 
main
()

  
{

    
ErrorCode
 
Result
 
=
 
0
;

  

    
consoledemo_prepare
();

    
ErrorCode
 
=
 
consoledemo_execute
();

    
consoledemo_unprepare
();

 

 
return
 
ErrorCode
;

  
}

```

#### Procedurális Pascal
Az alábbi példa a procedurális, nem moduláris Pascal nyelvre vonatkozik. Több Pascal dialektus támogatja a „unit“-oknak nevezett névterek használatát. Néhány dialektus a unitok inicializációs és lezáró (finalizer) kódjainak megadását is támogatja.
Ha a névterek használata nem támogatott, ajánlott, hogy egy modul minden eleme (függvénye), el legyen látva egy a modul-fájl vagy a modul nevéhez kapcsolódó előtaggal, az esetleges azonosító ütközések elkerülése érdekében.

##### Modul definíció
```
  
unit
 
consoles
;

  
(* filename: "consoles.pas" *)

  
uses
 
crt
;

  
procedure
 
prepare
()
;

  
begin

    
(* code that prepares console *)

  
end
;

 

  
procedure
 
unprepare
()
;

  
begin

    
(* code that unprepares console *)

  
end
;

  
// ...

  

  
procedure
 
printNewLine
()
;

  
begin

    
WriteLn
()
;

  
end
;

  

  
procedure
 
printString
(
Value
:
 
string
)
;

  
begin

 
Write
(
Value
)
;

  
end
;

  

  
procedure
 
printInteger
(
Value
:
 
integer
)
;

  
begin

 
Write
(
Value
)
;

  
end
;

  

  
procedure
 
printBoolean
(
Value
:
 
boolean
)
;

  
begin

    
if
 
(
Value
)
 
then

 
begin

     
Write
(
'true'
)
;

 
end
 
else

 
begin

     
Write
(
'false'
)
;

 
end
;

  
end
;

  

  
procedure
 
scanNewLine
()
;

  
begin

    
SeekEoLn
()
;

  
end
;

  

  
procedure
 
scanString
(
Value
:
 
string
)
;

  
begin

    
ReadLn
(
Value
)
;

  
end
;

  

  
procedure
 
scanInteger
(
Value
:
 
Integer
)
;

  
begin

    
ReadLn
(
Value
)
;

  
end
;

  

  
procedure
 
scanBoolean
(
Value
:
 
Boolean
)
;

    
var
 
temp
:
 
string
;

  
begin

    
ReadLn
(
temp
)
;

 

    
if
 
(
Temp
 
=
 
'true'
)
 
then

    
begin

      
Value
 
:=
 
true
;

    
end
 
else

    
begin

      
Value
 
:=
 
false
;

    
end
;

  
end
;

```

##### Használat
```
  
program
 
consoledemo
;

  
// filename: "consoles.pas"

  
uses
 
consoles
;

  
procedure
 
prepare
()
;

  
begin

    
consoles
.
prepare
()
;

  
end
;

   

  
procedure
 
unprepare
()
;

  
begin

    
consoles
.
unprepare
()
;

  
end
;

  
function
 
execute
()
:
 
Integer
;

  
begin

    
consoles
.
printString
(
'Hello World'
)
;

    
consoles
.
printNewLine
()
;

      
consoles
.
scanNewLine
()
;

   

    
execute
 
:=
 
0
;

  
end
;

   

  
begin

    
prepare
()
;

    
execute
()
;

    
unprepare
()
;

  
end
.

```

## Összehasonlítás egyéb koncepciókkal

### Néveterek (namespace)
Mind a névtér, mind a modul lehetővé teszi egymással összefüggő kód-entitások (pl. függvények) csoportosítását egyetlen azonosító „alá“ (modulnév / névtér), és bizonyos szituációkban felcserélhető módon használhatóak. A csoportosított entitások globálisan elérhetőek. Mindkét koncepció fő célja azonos.
Néhány esetben egy névtér megkövetelheti a részét képező globális elemek, egy metódus hívással történő inicializálását vagy lezárását.
Sok programozási nyelvben, a névterek közvetlenül nem támogatnak inicializációs vagy lezáró eljárásokat, és emiatt ezek nem tekinthetőek egyenlőnek a modul fogalmával. Ez a korlátozás oly módon oldható fel, hogy a globális függvényeket támogató névterekben, közvetlenül lekódolásra kerül egy inicializáló és egy lezáró (finalizer) függvény, amelyek direkt módon meghívásra kerülnek a főprogram kódjában.

### Osztályok (classes) és a névterek
Az osztályok néha a névterekkel együtt, vagy azokat helyettesítve használatosak. Azokban a programozási nyelvekben (mint például a JavaScript) amik nem támogatják a névtereket, de támogatják az osztályokat és objektumokat, az osztálydefiníciók gyakran használatosak a névterek helyettesítésére. Az ilyen osztályokból rendszerint nem készülnek példányok és kizárólag statikus (osztályszintű) tag-metódusokból állnak, és az osztály neve használható névtérként (összefogva az osztály tag-metódusait).

### Egyke (singleton) osztályok és a néveterek
Azokban az objektumorientált nyelvekben, ahol a névterek nem támogatottak, az egyke minta is használható a névterek helyettesítésére, a „nem példányosított osztály, statikus tag-metódusokkal“ megoldás helyett (lásd fentebb).

### Kapcsolat más tervezési mintákkal
A modul minta implementálható az egyke minta specializált változataként. Más tervezési minták is alkalmazhatóak és kombinálhatóak, ugyanabban az osztályban. A modul minta használható, mint díszítő minta, vagy pehelysúlyú minta vagy akár illesztő mintaként.

## A modul mint tervezési minta
A modul mintára tekinthetünk létrehozási mintaként és szerkezeti mintaként is. Egyrészt menedzseli más elemek létrehozását és szervezését, másrészt csoportba (struktúrába) foglalja az elemeket, ahogyan a szerkezeti minták teszik.
A minta alkalmazása támogatja azokat a specifikus eseteket, amikor egy osztályra, strukturált, procedurális kódként tekintünk, csakúgy, mint ennek a fordítottját, ahol strukturált, procedurális kódra tekintünk objektumorientáltan, egy osztály metódusaiként.

## Fordítás
Ez a szócikk részben vagy egészben  a   Module pattern című angol Wikipédia-szócikk fordításán alapul.  Az eredeti cikk szerkesztőit annak laptörténete sorolja fel. Ez a jelzés csupán a megfogalmazás eredetét és a szerzői jogokat jelzi, nem szolgál a cikkben szereplő információk forrásmegjelöléseként.